# Lescheroux
Lescheroux település Franciaországban, Ain megyében. Lakosainak száma 720 fő (2022. január 1.). Lescheroux Cormoz, Foissiat, Jayat, Mantenay-Montlin, Saint-Julien-sur-Reyssouze és Saint-Nizier-le-Bouchoux községekkel határos.

## Népesség
A település népességének változása:
| Lakosok száma | 593  | 504  | 527  | 657  | 695  | 721  | 735  | 718  | 712  | 720  |
|               | 1968 | 1982 | 1990 | 2006 | 2013 | 2015 | 2017 | 2019 | 2020 | 2022 |